# 大阪市立墨江丘中学校
大阪市立墨江丘中学校（おおさかしりつすみえがおかちゅうがっこう）は、大阪府大阪市住吉区にある公立中学校。

## 概要
大阪市立三稜中学校の生徒数の増加に伴い、1978年に分離開校した。
保護者・地域との連携で、かるた大会やもちつき大会といった行事を実施している。
また英語や数学では少人数指導をおこなっている。校訓は「自主・創造・友愛・協調」。

## 沿革
母体となる大阪市立三稜中学校は、1970年代頃には1500人以上を有する過大規模校に位置づけられ、過大規模校解消の必要が生じていた。そのため、1978年に三稜中学校から分離する形で大阪市立墨江丘中学校が開校した。

### 年表
- 1978年4月1日 - 現在地に開校。
- 1978年8月19日 - 火災被害により、校長室と職員室の一部を焼失（その後復旧）。
- 1998年7月 - 耐震工事を実施。
- 2000年3月 - カウンセリングルームを設置。

## 通学区域
- 大阪市立墨江小学校と大阪市立清水丘小学校の通学区域。

大阪市住吉区 上住吉1丁目（一部）・2丁目、墨江、清水丘、千躰2丁目、殿辻2丁目、長峡町（一部）。

## 交通
- 南海高野線 沢ノ町駅 西へ約200m。
- 阪堺電気軌道阪堺線 安立町停留場 東へ約300m。